# Fabián Carini
Héctor Fabián Carini Hernández (Montevideo, 26 de diciembre de 1979) es un exfutbolista uruguayo. Se desempeñaba en la posición de portero.

## Trayectoria
Debutó en Danubio de Uruguay en 1997. 
Jugó dos mundiales juveniles defendiendo a Uruguay. En 1997, en el Mundial de Malasia donde Uruguay fue vicecampeón detrás de Argentina, fue suplente de Gustavo Munúa, y en 1999, en el mundial de Nigeria, donde Uruguay obtuvo el 4º puesto, fue elegido el mejor portero del torneo por la prensa internacional.
En 2000 fue transferido a la Juventus de Italia, donde no tuvo mucha participación. En 2003 jugó en el Standard de Liège de Bélgica. En 2004 fue traspasado al Inter de Milán, en 2005 al Cagliari y en 2006 volvió al Inter de Milán.
En la temporada 2007-2008 jugó en el Real Murcia, y se le rescindió el contrato por tener una ficha alta y no contar en lo deportivo. En el año 2011 fue fichado por Peñarol en condición de libre, siendo partícipe del vicecampeonato del club en la Copa Libertadores 2011. 
Luego en el 2013 llegó al Deportivo Quito de Ecuador donde tuvo regularidad pero se terminó el contrato al final del año por las deudas que mantuvo este club con muchos de sus jugadores.
Tras su retiro, pasó a ser comentarista de la cadena Fox Sports (Latinoamérica) donde hacia análisis técnicos de los partidos y daba su punto de vista. Es uno de los porteros con más apariciones en el combinado celeste de toda la historia con 74 partidos con la camiseta de la selección de fútbol de Uruguay

## Selección nacional
Debutó en la selección absoluta el 17 de junio de 1999 en un partido amistoso contra la selección de Paraguay (ganó Uruguay 3-2) en Ciudad del Este (Paraguay), previo a la Copa América 1999 que se jugaría, justamente, en Paraguay. El entrenador era el mismo que en los mundiales Sub-20 de 1997 y 1999: Víctor Púa. En esa Copa América, Uruguay obtuvo el subcampeonato, detrás de Brasil, y Carini fue nuevamente elegido como mejor portero.
Fue el arquero titular en la eliminatoria previa (bajo la dirección técnica de Daniel Passarella al principio y de -nuevamente- Víctor Púa, después) y en los tres partidos que jugó la selección absoluta de Uruguay en la Copa Mundial de Fútbol de 2002.
Jorge Fossati, el segundo director técnico durante la Eliminatoria para el Mundial de Alemania 2006, lo tuvo generalmente como segunda opción, ya que el portero titular fue Sebastián Viera. En las tres últimas fechas de la eliminatoria, y en la repesca en la que Australia eliminó a Uruguay, Carini recuperó la titularidad en el arco "Celeste".
Para 2006 se produjo un nuevo cambio de director técnico, y volvió al cargo Óscar Washington Tabárez, quien ya había estado entre 1988 y 1990.
Con el nuevo entrenador, Carini disputó su segunda Copa América de Selecciones. Fue la Copa América 2007 y Uruguay terminó en 4º lugar, detrás de Brasil, Argentina y México.
Desde el comienzo de su nueva etapa, Tabárez tuvo en Carini la primera opción para el arco de la selección. Jugó todos los partidos (18) hasta la Copa América de Venezuela inclusive. Su primera ausencia, por lesión, se produjo para el partido amistoso contra Sudáfrica en Johannesburgo, el 12 de septiembre de 2007, que terminó empatado a cero. En esa ocasión el arquero fue Juan Castillo.
Luego, con el comienzo de la eliminatoria para el Mundial de Sudáfrica 2010, Carini volvió a la titularidad hasta la 5.ª fecha inclusive. Para el partido de la 6.ª fecha, perdió la titularidad a manos de Juan Castillo y la recuperó -debido a una lesión de Castillo- para los partidos amistosos contra Francia y  Libia a fines de 2008 y principios de 2009, respectivamente.
Ha sido capitán del equipo en 8 oportunidades.

### Participaciones en Copas del Mundo
| Mundial                        | Sede                  | Resultado    | PJ | GR |
| ------------------------------ | --------------------- | ------------ | -- | -- |
| Copa Mundial Sub-20 de 1999    | Nigeria               | Cuarto lugar | 7  | 7  |
| Copa Mundial de Fútbol de 2002 | Corea del Sur y Japón | Primera fase | 3  | 5  |

### Participaciones en Copa América
| Copa              | Sede      | Resultado    |
| ----------------- | --------- | ------------ |
| Copa América 1999 | Paraguay  | Subcampeón   |
| Copa América 2007 | Venezuela | Cuarto lugar |

### Detalles de sus participaciones
| Partidos | Partidos            | Partidos | Partidos | Partidos                      | Partidos                                 | Partidos                 | Partidos             | Partidos                                                       |
|          | Rival               | Res.     | Fecha    | Lugar                         | Motivo                                   | Entrenador               | Equipo               | Observaciones                                                  |
| -------- | ------------------- | -------- | -------- | ----------------------------- | ---------------------------------------- | ------------------------ | -------------------- | -------------------------------------------------------------- |
| 1        | Paraguay            | 3-2      | 17/06/99 | Ciudad del Este, Paraguay     | Amistoso                                 | Víctor Púa               | Danubio              |                                                                |
| 2        | Colombia            | 0-1      | 01/07/99 | Asunción, Paraguay            | Copa América, grupo C                    | Víctor Púa               | Danubio              |                                                                |
| 3        | Ecuador             | 2-1      | 04/07/99 | Luque, Paraguay               | Copa América, grupo C                    | Víctor Púa               | Danubio              |                                                                |
| 4        | Argentina           | 0-2      | 07/07/99 | Luque, Paraguay               | Copa América, grupo C                    | Víctor Púa               | Danubio              |                                                                |
| 5        | Paraguay            | 1-1      | 10/07/99 | Asunción, Paraguay            | Copa América, cuartos de final           | Víctor Púa               | Danubio              | Ganó Uruguay 5-3 en def. por penales. Carini atajó uno.        |
| 6        | Chile               | 1-1      | 13/07/99 | Asunción, Paraguay            | Copa América, semifinal                  | Víctor Púa               | Danubio              | Ganó Uruguay 5-3 en def. por penales. Carini atajó uno.        |
| 7        | Brasil              | 0-3      | 18/07/99 | Asunción, Paraguay            | Copa América, final                      | Víctor Púa               | Danubio              |                                                                |
| 8        | Costa Rica          | 5-4      | 18/08/99 | Montevideo, Uruguay           | Amistoso                                 | Daniel Passarella        | Danubio              |                                                                |
| 9        | Venezuela           | 2-0      | 08/09/99 | Montevideo, Uruguay           | Amistoso                                 | Daniel Passarella        | Danubio              |                                                                |
| 10       | Ecuador             | 0-0      | 12/10/99 | Montevideo, Uruguay           | Amistoso                                 | Daniel Passarella        | Danubio              |                                                                |
| 11       | Bolivia             | 1-0      | 29/03/00 | Montevideo, Uruguay           | Eliminatoria C. del Mundo (1.ª fecha)    | Daniel Passarella        | Danubio              |                                                                |
| 12       | Paraguay            | 0-1      | 26/04/00 | Asunción, Paraguay            | Eliminatoria C. del Mundo (2.ª fecha)    | Daniel Passarella        | Danubio              |                                                                |
| 13       | Chile               | 2-1      | 03/06/00 | Montevideo, Uruguay           | Eliminatoria C. del Mundo (3.ª fecha)    | Daniel Passarella        | Danubio              |                                                                |
| 14       | Brasil              | 1-1      | 20/06/00 | Río de Janeiro, Brasil        | Eliminatoria C. del Mundo (4.ª fecha)    | Daniel Passarella        | Danubio              |                                                                |
| 15       | Venezuela           | 3-1      | 18/07/00 | Montevideo, Uruguay           | Eliminatoria C. del Mundo (5.ª fecha)    | Daniel Passarella        | Danubio              |                                                                |
| 16       | Perú                | 0-0      | 26/07/00 | Montevideo, Uruguay           | Eliminatoria C. del Mundo (6.ª fecha)    | Daniel Passarella        | Danubio              |                                                                |
| 17       | Colombia            | 0-1      | 15/08/00 | Bogotá, Colombia              | Eliminatoria C. del Mundo (7.ª fecha)    | Daniel Passarella        | Danubio              |                                                                |
| 18       | Ecuador             | 4-0      | 03/09/00 | Montevideo, Uruguay           | Eliminatoria C. del Mundo (8.ª fecha)    | Daniel Passarella        | Danubio              |                                                                |
| 19       | Argentina           | 1-2      | 08/10/00 | Buenos Aires, Argentina       | Eliminatoria C. del Mundo (9.ª fecha)    | Daniel Passarella        | Danubio              |                                                                |
| 20       | Bolivia             | 0-0      | 15/11/00 | La Paz, Bolivia               | Eliminatoria C. del Mundo (10.ª fecha)   | Daniel Passarella        | Danubio              |                                                                |
| 21       | Eslovenia           | 2-0      | 28/02/01 | Capodsitria, Eslovenia        | Amistoso                                 | Víctor Púa               | Juventus (ITA)       |                                                                |
| 22       | Paraguay            | 0-1      | 28/03/01 | Montevideo, Uruguay           | Eliminatoria C. del Mundo (11.ª fecha)   | Víctor Púa               | Juventus (ITA)       |                                                                |
| 23       | Chile               | 1-0      | 24/04/01 | Santiago de Chile             | Eliminatoria C. del Mundo (12.ª fecha)   | Víctor Púa               | Juventus (ITA)       |                                                                |
| 24       | Brasil              | 1-0      | 01/07/01 | Montevideo, Uruguay           | Eliminatoria C. del Mundo (13.ª fecha)   | Víctor Púa               | Juventus (ITA)       |                                                                |
| 25       | Venezuela           | 0-2      | 14/08/01 | Maracaibo, Venezuela          | Eliminatoria C. del Mundo (14.ª fecha)   | Víctor Púa               | Juventus (ITA)       |                                                                |
| 26       | Perú                | 2-0      | 04/09/01 | Lima, Perú                    | Eliminatoria C. del Mundo (15.ª fecha)   | Víctor Púa               | Juventus (ITA)       |                                                                |
| 27       | Ecuador             | 1-1      | 07/11/01 | Quito, Ecuador                | Eliminatoria C. del Mundo (17.ª fecha)   | Víctor Púa               | Juventus (ITA)       |                                                                |
| 28       | Argentina           | 1-1      | 14/11/01 | Montevideo, Uruguay           | Eliminatoria C. del Mundo (18.ª fecha)   | Víctor Púa               | Juventus (ITA)       |                                                                |
| 29       | Australia           | 0-1      | 20/11/01 | Melbourne, Australia          | Repesca C. del Mundo (ida)               | Víctor Púa               | Juventus (ITA)       |                                                                |
| 30       | Australia           | 3-0      | 25/11/01 | Montevideo, Uruguay           | Repesca C. del Mundo (vuelta)            | Víctor Púa               | Juventus (ITA)       |                                                                |
| 31       | Corea del Sur       | 2-1      | 13/02/02 | Montevideo, Uruguay           | Amistoso                                 | Víctor Púa               | Juventus (ITA)       |                                                                |
| 32       | Arabia Saudita      | 2-3      | 27/03/02 | Ad Damman, Arabia Saudita     | Amistoso                                 | Víctor Púa               | Juventus (ITA)       |                                                                |
| 33       | Italia              | 1-1      | 17/04/02 | Milán, Italia                 | Amistoso                                 | Víctor Púa               | Juventus (ITA)       | Sustituido a los 62' por Gustavo Munúa.                        |
| 34       | China               | 2-0      | 16/05/02 | Shenyang, China               | Amistoso                                 | Víctor Púa               | Juventus (ITA)       |                                                                |
| 35       | Singapur            | 2-1      | 21/05/02 | Singapur                      | Amistoso                                 | Víctor Púa               | Juventus (ITA)       | Sustituido a los 46' por Federico Elduayen.                    |
| 36       | Dinamarca           | 1-2      | 01/06/02 | Ulsan, Corea del Sur          | Copa del Mundo Corea-Japón 2002, Grupo A | Víctor Púa               | Juventus (ITA)       |                                                                |
| 37       | Francia             | 0-0      | 06/06/02 | Pusan, Corea del Sur          | Copa del Mundo Corea-Japón 2002, Grupo A | Víctor Púa               | Juventus (ITA)       |                                                                |
| 38       | Senegal             | 3-3      | 11/06/02 | Suwon, Corea del Sur          | Copa del Mundo Corea-Japón 2002, Grupo A | Víctor Púa               | Juventus (ITA)       |                                                                |
| 39       | Japón               | 2-2      | 28/03/03 | Tokio, Japón                  | Amistoso                                 | Gustavo Ferrín           | Standar Lieja (BEL)  |                                                                |
| 40       | España              | 0-2      | 17/08/05 | Gijón, España                 | Amistoso                                 | Jorge Fossati            | Inter de Milán (ITA) |                                                                |
| 41       | Colombia            | 3-2      | 04/09/05 | Montevideo, Uruguay           | Eliminatoria C. del Mundo (16.ª fecha)   | Jorge Fossati            | Inter de Milán (ITA) |                                                                |
| 42       | Ecuador             | 0-0      | 08/10/05 | Quito, Ecuador                | Eliminatoria C. del Mundo (17.ª fecha)   | Jorge Fossati            | Inter de Milán (ITA) |                                                                |
| 43       | Argentina           | 1-0      | 12/10/05 | Montevideo, Uruguay           | Eliminatoria C. del Mundo (18.ª fecha)   | Jorge Fossati            | Inter de Milán (ITA) |                                                                |
| 44       | Australia           | 1-0      | 12/11/05 | Montevideo, Uruguay           | Repesca C. del Mundo (ida)               | Jorge Fossati            | Inter de Milán (ITA) |                                                                |
| 45       | Australia           | 0-1      | 16/11/05 | Sídney, Australia             | Repesca C. del Mundo (vuelta)            | Jorge Fossati            | Inter de Milán (ITA) | Clasificó Australia 4-2 en def. por penales.                   |
| 46       | Inglaterra          | 1-2      | 01/03/06 | Liverpool, Inglaterra         | Amistoso                                 | Gustavo Ferrín           | Cagliari (ITA)       | Sustituido a los 46' por Sebastián Viera.                      |
| 47       | Irlanda del Norte   | 1-0      | 21/05/06 | Nueva Jersey, EE. UU.         | Amistoso                                 | Óscar Washington Tabárez | Cagliari (ITA)       |                                                                |
| 48       | Rumania             | 2-0      | 23/05/06 | Los Ángeles, EE. UU.          | Amistoso                                 | Óscar Washington Tabárez | Cagliari (ITA)       |                                                                |
| 49       | Serbia y Montenegro | 1-1      | 27/05/06 | Belgrado, Serbia y Montenegro | Amistoso                                 | Óscar Washington Tabárez | Cagliari (ITA)       | Capitán.                                                       |
| 50       | Libia               | 2-1      | 30/05/06 | Túnez                         | Amistoso                                 | Óscar Washington Tabárez | Cagliari (ITA)       | Capitán.                                                       |
| 51       | Túnez               | 0-0      | 02/06/06 | Túnez                         | Amistoso                                 | Óscar Washington Tabárez | Cagliari (ITA)       | Capitán. Ganó Uruguay 3-1 en def. por penales. Carini atajó 3. |
| 52       | Egipto              | 2-0      | 16/08/06 | Alejandría, Egipto            | Amistoso                                 | Óscar Washington Tabárez | Inter de Milán (ITA) |                                                                |
| 53       | Venezuela           | 0-1      | 27/09/06 | Maracaibo, Venezuela          | Amistoso                                 | Óscar Washington Tabárez | Inter de Milán (ITA) | Capitán.                                                       |
| 54       | Venezuela           | 4-0      | 18/10/06 | Montevideo, Uruguay           | Amistoso                                 | Óscar Washington Tabárez | Inter de Milán (ITA) | Capitán.                                                       |
| 55       | Georgia             | 0-2      | 15/11/06 | Tbilisi, Georgia              | Amistoso                                 | Óscar Washington Tabárez | Inter de Milán (ITA) |                                                                |
| 56       | Colombia            | 3-1      | 07/02/07 | Cúcuta, Colombia              | Amistoso                                 | Óscar Washington Tabárez | Inter de Milán (ITA) | Capitán.                                                       |
| 57       | Corea del Sur       | 2-0      | 25/03/07 | Seúl, Corea del Sur           | Amistoso                                 | Óscar Washington Tabárez | Inter de Milán (ITA) |                                                                |
| 58       | Australia           | 2-1      | 02/06/07 | Sídney, Australia             | Amistoso                                 | Óscar Washington Tabárez | Inter de Milán (ITA) |                                                                |
| 59       | Perú                | 0-3      | 26/06/07 | Mérida, Venezuela             | Copa América, grupo A                    | Óscar Washington Tabárez | Inter de Milán (ITA) |                                                                |
| 60       | Bolivia             | 1-0      | 30/06/07 | San Cristóbal, Venezuela      | Copa América, grupo A                    | Óscar Washington Tabárez | Inter de Milán (ITA) |                                                                |
| 61       | Venezuela           | 0-0      | 03/07/07 | Mérida, Venezuela             | Copa América, grupo A                    | Óscar Washington Tabárez | Inter de Milán (ITA) |                                                                |
| 62       | Venezuela           | 4-1      | 07/07/07 | San Cristóbal, Venezuela      | Copa América, cuartos de final           | Óscar Washington Tabárez | Inter de Milán (ITA) |                                                                |
| 63       | Brasil              | 2-2      | 10/07/07 | Maracaibo, Venezuela          | Copa América, semifinal                  | Óscar Washington Tabárez | Inter de Milán (ITA) | Ganó Brasil 5-4 en def. por penales.                           |
| 64       | México              | 1-3      | 14/07/07 | Caracas, Venezuela            | Copa América, 3.er y 4º puesto           | Óscar Washington Tabárez | Inter de Milán (ITA) |                                                                |
| 65       | Bolivia             | 5-0      | 13/10/07 | Montevideo, Uruguay           | Eliminatoria C. del Mundo (1.ª fecha)    | Óscar Washington Tabárez | Real Murcia (ESP)    |                                                                |
| 66       | Paraguay            | 0-1      | 17/10/07 | Asunción, Paraguay            | Eliminatoria C. del Mundo (2.ª fecha)    | Óscar Washington Tabárez | Real Murcia (ESP)    |                                                                |
| 67       | Chile               | 2-2      | 18/11/07 | Montevideo, Uruguay           | Eliminatoria C. del Mundo (3.ª fecha)    | Óscar Washington Tabárez | Real Murcia (ESP)    |                                                                |
| 68       | Brasil              | 1-2      | 21/11/07 | San Pablo, Brasil             | Eliminatoria C. del Mundo (4.ª fecha)    | Óscar Washington Tabárez | Real Murcia (ESP)    |                                                                |
| 69       | Colombia            | 2-2      | 06/02/08 | Montevideo, Uruguay           | Amistoso                                 | Óscar Washington Tabárez | Real Murcia (ESP)    | Sustituido a los 46' por Juan Castillo                         |
| 70       | Turquía             | 3-2      | 25/05/08 | Bochum, Alemania              | Amistoso                                 | Óscar Washington Tabárez | Real Murcia (ESP)    | Capitán.                                                       |
| 71       | Noruega             | 2-2      | 28/05/08 | Oslo, Noruega                 | Amistoso                                 | Óscar Washington Tabárez | Real Murcia (ESP)    | Capitán.                                                       |
| 72       | Venezuela           | 1-1      | 14/06/08 | Montevideo, Uruguay           | Eliminatoria C. del Mundo (5.ª fecha)    | Óscar Washington Tabárez | Real Murcia (ESP)    |                                                                |
| 73       | Francia             | 0-0      | 19/11/08 | Saint Denis, Francia          | Amistoso                                 | Óscar Washington Tabárez | Real Murcia (ESP)    |                                                                |
| 74       | Libia               | 3-2      | 11/02/09 | Trípoli, Libia                | Amistoso                                 | Óscar Washington Tabárez | Real Murcia (ESP)    | Sustituido a los 46' por Sebastián Viera.                      |

#### Resumen
De los 74 partidos en los que participó Fabián Carini, Uruguay ganó 32 (43,2%), empató 22 (29,7%) y perdió 20 (27,1%).
De esos 74, 30 fueron amistosos (17 – 8 – 5) y 44 oficiales. De los oficiales ganó 15 (34,1%), empató 14 (31,8%) y perdió 15 (34,1%).
Los partidos oficiales se dividen en: 12 por Copa América, 29 por Eliminatorias y 3 por fase final de Copa del Mundo.
Fue titular en todas sus participaciones y fue sustituido en 5 de ellas (las 5 correspondientes a partidos amistosos). En total recibió 72 goles.

## Clubes
| Club             | País    | Año       | Partidos |
| ---------------- | ------- | --------- | -------- |
| Danubio          | Uruguay | 1997-2000 | 182      |
| Juventus         | Italia  | 2000-2002 | 8        |
| Standard Lieja   | Bélgica | 2002-2004 | 59       |
| Internazionale   | Italia  | 2004-2005 | 9        |
| Cagliari         | Italia  | 2005-2006 | 8        |
| Real Murcia      | España  | 2007-2009 | 13       |
| Atlético Mineiro | Brasil  | 2009-2010 | 14       |
| Peñarol          | Uruguay | 2011-2012 | 31       |
| Deportivo Quito  | Ecuador | 2013-2014 | 39       |
| Juventud         | Uruguay | 2014-2016 | 62       |

## Palmarés

### Campeonatos nacionales
| Título              | Club             | País   | Año     |
| ------------------- | ---------------- | ------ | ------- |
| Serie A             | Juventus         | Italia | 2001-02 |
| Copa de Italia      | Internazionale   | Italia | 2004-05 |
| Serie A             | Internazionale   | Italia | 2006-07 |
| Supercopa de Italia | Internazionale   | Italia | 2006    |
| Campeonato Mineiro  | Atlético Mineiro | Brasil | 2010    |